# Садовая улица (Мелитополь)
Садовая улица (укр. Садова вулиця) — улица Мелитополя, идущая от улицы Ивана Богуна до улицы Ивана Алексеева. Пересекается с проспектом Богдана Хмельницкого — центральным проспектом города.
К западу от проспекта имеется жилмассив, состоящий из пятиэтажных зданий, и общеобразовательная школа № 24. В остальных участках улица состоит из частного сектора.
Покрытие большей частью грунтовое, за исключением территории жилмассива с асфальтным покрытием.

## Название
Садовая — частое название улиц в СССР, которые проведены рядом с зелёными насаждениями.

## История
Впервые упоминается 20 декабря 1946 года в протоколах заседаний горисполкома как Садовая улица.
В 1960 году, когда район стал густозаселённым, по ул. Садовой, 36б был отведен земельный участок площадью 2,1 га под строительство школы на 920 мест (в настоящее время школа № 24).
10 июля 1975 года решением исполкома городского Совета улица названа именем почётного гражданина Мелитополя, выдающегося в прошлом партийного деятеля Константина Бронзоса, скончавшегося в Московской области, где он на тот момент жил.
В 2016 году улице вернули её первоначальное название — Садовая.

## Галерея
|                                                                    |                                                                 |                                                       |                                                                 |
| школа № 24 (ул. Садовая, 47)                                       | вид в сторону проспекта Богдана Хмельницкого, восточная сторона | вид в сторону улицы Ивана Богуна, восточная сторона   | вид в сторону проспекта Богдана Хмельницкого, восточная сторона |
|                                                                    |                                                                 |                                                       |                                                                 |
| начало со стороны проспекта Богдана Хмельницкого, западная сторона | вид в сторону проспекта Богдана Хмельницкого, западная сторона  | вид в сторону улицы Ивана Алексеева, западная сторона | вид в сторону улицы Ивана Алексеева, западная сторона           |